# Johann Kreilmeir

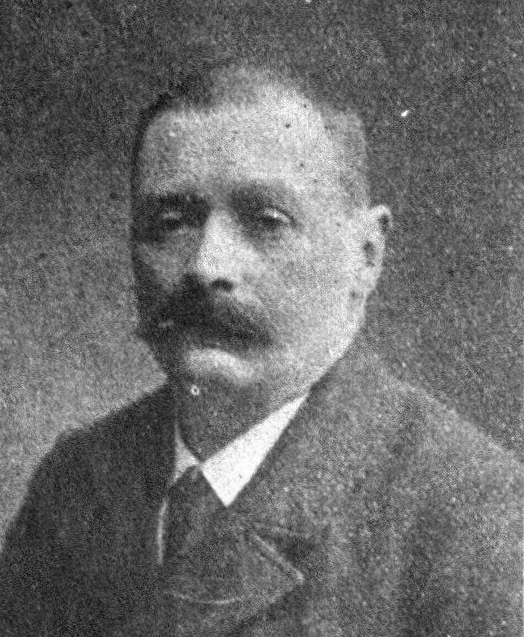
Johann Kreilmeir

Johann Kreilmeir (* 25. Mai 1861 in Kirchberg bei Linz (jetzt: Kirchberg-Thening), Oberösterreich; † 21. September 1938 in Linz) war ein österreichischer Politiker der Christlichsozialen Partei (CSP).

## Ausbildung und Beruf
Nach dem Besuch der Volksschule wurde er Bauer und Ökonomierat.

## Politische Funktionen
- 1907–1918: Abgeordneter des Abgeordnetenhauses im Reichsrat (XI. und XII. Legislaturperiode), Wahlbezirk Österreich ob der Enns 16, Christlichsoziale Vereinigung deutscher Abgeordneter
- 1918–1919: Abgeordneter zur Provisorischen Landesversammlung Oberösterreichs, CSP
- 1919–1931: Abgeordneter zum Oberösterreichischen Landtag (XII. und XIII. Wahlperiode), CSP
- 1925–1931: Landesrat

## Politische Mandate
- 21. Oktober 1918 bis 16. Februar 1919: Mitglied der Provisorischen Nationalversammlung, CSP
- 18. Mai 1931 bis 2. Mai 1934: Mitglied des Bundesrates (IV. Gesetzgebungsperiode), CSP